# A Balada do Cárcere de Reading
"The Ballad of Reading Gaol" (em português: "A Balada do Cárcere de Reading") é um poema de Oscar Wilde, escrito em seu exílio ou em Berneval-le-Grand ou em Dieppe, ambas na França, após sair da prisão em Reading Gaol (pronuncia-se como "redding jail", em inglês) em 19 de maio de 1897. Wilde fora encarcerado após ser condenado a dois anos de trabalho forçado em prisão  por comportamento homossexual.
Durante sua prisão, em sete de julho de 1896, uma quinta-feira, um enforcamento aconteceu. Charles Thomas Wooldridge fora um soldado da Cavalaria Real. Ele foi condenado por ter cortado a garganta de sua mulher, Laura Ellen, no começo daquele ano em Clewer, na região de Windsor. Ele tenha tinha trinta anos quando executado.
Wilde passou meados de 1897 com Robert Ross em Berneval-le-Grand, onde ele escreveu "The Ballad of Reading Gaol." O poema narra a execução de Wooldridge; a narração vai de uma estória objetiva até uma identificação simbólica com os prisioneiros como um todo. A obra não pretende avaliar a justiça das leis que os condenaram, mas sim destacar brutalização da punição compartilhada por todos os convictos. Wilde justapõe o homem executado e si mesmo no verso "Yet each man kills the thing he loves" ("Ainda assim, cada homem mata as coisas que ama"). Assim como Wooldridge, Wilde foi separado de sua mulher e de seus filhos. Ele escolheu o formato proletário de balada e sugeriu que o poema fosse publicado na Reynold's Magazine "porque [a revista] circula amplamente entre as classes criminosas - às quais eu agora pertenço - e assim serei lido pelos meus iguais - uma experiência nova para mim".
O poema finalizado foi publicado por Leonard Smithers em 13 de fevereiro de 1898, com o autor sendo "C.3.3.", o que significa bloco de celas C, patamar 3, cela 3. Isso assegurou que o nome de Wilde - na época, notório - não aparecesse na capa da obra.  Não se sabia publicamente, até a sétima edição, em junho de 1899, que C.3.3. era na verdade Wilde. A primeira edição, de 800 cópias, esgotou-se em uma semana, e Smithers anunciou que uma segunda edição estaria pronta em mais uma semana; esta foi impressa em 24 de fevereiro, com mil cópias, que também se esgotaram. Uma terceira edição, com 99 cópias "assinadas pelo autor", foi impressa em quatro de março, o mesmo dia em que a quarta edição, de 1200 cópias ordinárias. Uma quinta edição, de mil cópias, foi impressa em 17 de março, e uma sexta edição, também de mil cópias, em 21 de maio de 1898. A partir de então, a capa do livro passou a identificar o autor como Wilde, apesar do fato de que muitos críticos, e, é claro, aqueles que compraram a terceira edição, sabiam a real identidade do escrito. Assim, com a sétima edição, em 23 de junho de 1899, foi revelado publicamente que Wilde escrevera o poema, sendo seu nome escrito ente colchetes sob "C.3.3." O livro lhe trouxe uma pequena renda até 1900, quando morreu.
O poema é composto por 109 sextilhas de versos octossílabos e hexassílabos intercalados. Há estrofes que apresentam rimas internas nos versos octossílabos. O poema está organizado em seis grupos sem-título de 16, 13, 37, 23, 17 e 3 estrofes. Uma versão com somente 63 estrofes, dividida em quatro secções de 15, 7, 22 e 19 estrofes, supostamente baseada no rascunho original, foi incluída nas edições póstumas da poesia de Wilde editada por Robert Ross, "para o benefício dos recitadores e das audiências que acharam o poema completo muito longo para declamação".